# Kirche Gnevkow

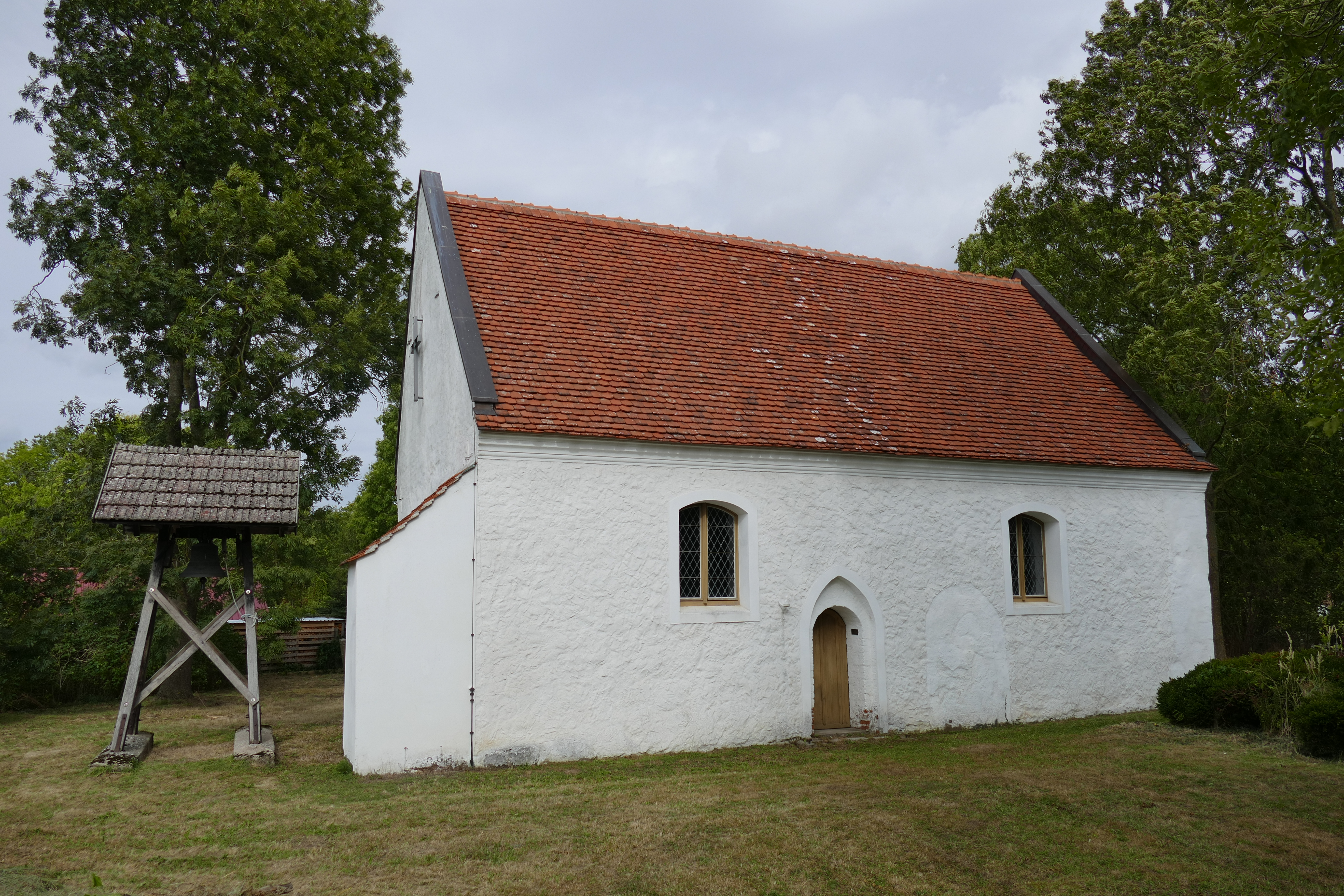
Kirche Gnevkow, Südseite mit Glockenstuhl

Die Kirche Gnevkow ist ein Kirchengebäude in Gnevkow im Landkreis Mecklenburgische Seenplatte. Sie gehört zur Kirchengemeinde Hohenmocker der Propstei Demmin im Kirchenkreis Pommern der Evangelisch-Lutherischen Kirche in Norddeutschland.

## Geschichte
Die Kirche wurde im 15. Jahrhundert erbaut. Gnevkow gehörte zu dieser Zeit zum Besitz des Klosters Ivenack in Mecklenburg. Nach der Einführung der Reformation im Herzogtum Pommern und der Säkularisation der Klostergüter kam der Ort zum Amt Klempenow. Das Kirchenpatronat ging an den Landesherrn. Die Gnevkower Kirche war seitdem Filialkirche von Hohenmocker. Von 1970 bis 1996 gehörte sie zum Pfarramt Gültz. Der Westgiebel wurde im 18. Jahrhundert erneuert. 1757 wurde der hölzerne Westturm entfernt.
Eine 1866 geplante Erweiterung der Kirche nach Westen wurde vom damaligen Bauinspektor Nikolai aus Demmin abgelehnt, da die Kirche aus Sicherheitsgründen saniert werden musste. Zwischen 1999 und 2002 wurden umfangreiche Sanierungsarbeiten an Fundament, Mauern und Dach durchgeführt und neue Fenster eingebaut.

## Gebäude

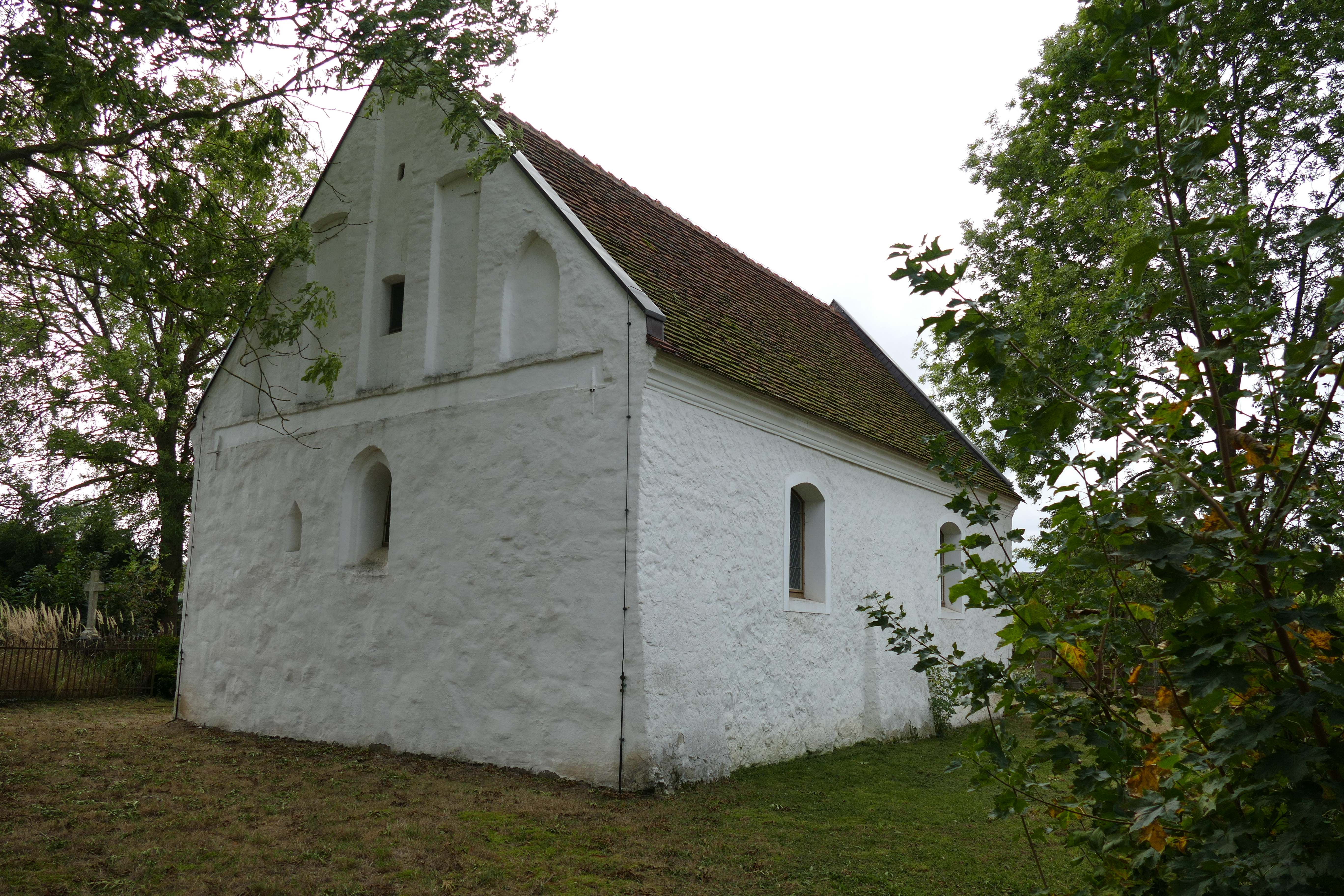
Ostgiebel

Das Gebäude wurde auf rechteckigem Grundriss aus Feldstein errichtet. Der Ostgiebel besteht aus Backstein und ist durch Blenden gegliedert. Die Kirche ist heute verputzt.
Das Eingangsportal an der Südseite besitzt einen vorgelagerten Spitzbogen. Rechts daneben ist im Putz ein verschlossenes rundbogiges Portal zu erkennen. Ein weiteres spitzbogiges Portal am Westgiebel wurde ebenfalls zugemauert. In den Langseiten befinden sich je zwei segmentbogige Fenster. Das spitzbogige Fenster im Ostgiebel ist als einziges in seiner ursprünglichen Form erhalten. Südlich von diesem befindet sich im Giebel eine Nische, die bei früheren Sanierungsarbeiten wieder geöffnet wurde. In ihr befand sich wahrscheinlich eine Heiligenfigur.

## Ausstattung
Die Innenwände der Kirche waren ursprünglich reich verziert. Bei einer Sondierung wurden 1997 einzelne Musterflächen unter den bis zu elf Schichten Kalkputz freigelegt.
Der Altar stammt aus der Kirche Hohenmocker und wurde 1757 in Gnevkow installiert. Die Altarwand besteht aus den Flügeln eines früheren Schnitzaltars aus der ersten Hälfte des 16. Jahrhunderts mit Figuren von Heiligen. Darüber befindet sich der Kanzelkorb aus dem 17. Jahrhundert, für den beim Einbau in Gnevkow der Mittelschrein entfernt wurde. Zwei Marienfiguren mit Kind aus dem 14. Jahrhundert und zu ihren Füßen kniende Figuren der Stifter des Altars aus der ersten Hälfte des 16. Jahrhunderts, die sich ursprünglich im Mittelschrein befanden, flankieren ihn.
Als Weihwasserbecken, das aus der Zeit vor der Reformation stammt, dient eine Steinmühle.
Die Glocke befindet sich in einem frei stehenden Glockenstuhl auf dem Kirchhof. Sie wurde 1827 von der Gießerei Schwenn in Stettin gegossen und wurde 2006 restauriert.
Die Orgel wurde 1882 in der Werkstatt von Barnim Grüneberg in Stettin gebaut. Sie hat 1 Manual, 5 Register, 270 Pfeifen, einen Calcantenzug, ein neogotisches Gehäuse und trägt die Werksnummer 237. Bei der Restaurierung 2002 wurden die klingenden Prospektpfeifen originalgetreu nachgebaut, da die Zinnpfeifen im Zweiten Weltkrieg zur Munitionsherstellung eingezogen worden waren.